# Julia Helbet
Julia Helbet (* 31. Mai 1988) ist eine ehemalige moldauische Tennisspielerin.

## Karriere
Helbet spielte vor allem Turniere der ITF Women’s World Tennis Tour, wo sie zwei Titel im Doppel gewinnen konnte.
2006 bis 2016 trat sie für die Moldauische Billie-Jean-King-Cup-Mannschaft an. Dort hat sie eine Bilanz von 16 Siegen zu 23 Niederlagen.

## Turniersiege

### Doppel
| Nr. | Datum             | Turnier  | Kategorie   | Belag     | Partnerin           | Finalgegnerinnen            | Ergebnis    |
| --- | ----------------- | -------- | ----------- | --------- | ------------------- | --------------------------- | ----------- |
| 1.  | 13. Dezember 2014 | Tel Aviv | ITF $10.000 | Hartplatz | Marta Paigina       | Valeria Patiuk Keren Shlomo | 6:4, 6:2    |
| 2.  | 28. Juli 2018     | Telawi   | ITF $15.000 | Sand      | Nadezda Gorbachkova | İpek Öz Melis Sezer         | 1:0 Aufgabe |